# ゴリアーノ・シーコリ
ゴリアーノ・シーコリ（イタリア語: Goriano Sicoli）は、イタリア共和国アブルッツォ州ラクイラ県にある、人口約500人の基礎自治体（コムーネ）。

## 地理

### 位置・広がり

#### 隣接コムーネ
隣接するコムーネは以下の通り。
- カステル・ディ・イエーリ
- コクッロ
- プレッツァ
- ライアーノ